# Trochosa magdalenensis
Trochosa magdalenensis is een spinnensoort in de taxonomische indeling van de wolfspinnen (Lycosidae).
Het dier behoort tot het geslacht Trochosa. De soort werd voor het eerst wetenschappelijk beschreven in 1914 door Embrik Strand. Ze is genoemd naar de vindplaats, Calamar aan de Magdalenarivier in het noorden van Colombia. Strand gebruikte oorspronkelijk de naam Tarentula magdalenensis. Het was een van de spinnen die Otto Fuhrmann had verzameld op zijn expeditie samen met Eugène Mayor naar Colombia in 1910.